# Distanciation (œuvre visuelle)
Pour les articles homonymes, voir Distanciation.
Dans les œuvres visuelles, la distanciation est le rapport entre la scène et le spectateur ou lecteur. Elle se joue dans l'implicite du quatrième mur, le mur invisible qui sépare le décor du reste de la salle de spectacle ou du lecteur. 
Le terme de distanciation trouve son origine dans la théorie du théâtre de Bertolt Brecht qui théorise avec une visée politique un effet qui était utilisé dans le théâtre de diverses époques et contrées. Le sens du mot a évolué. Il peut parfois se référer à :
- la volonté de créer une forme de connivence avec le public,
- une forme d'humour (lorsque l'acteur affirme ne pas avoir lu le scénario, par exemple),
- la volonté d'impliquer le spectateur à l'action (dans le Napoléon d'Abel Gance où les acteurs se tournent vers les spectateurs du film, les poussant à chanter la Marseillaise avec eux).
- etc.

Ces effets scéniques sont souvent réservés au registre comique ; mais cette distanciation se retrouve aussi chez des cinéastes comme Fellini, Godard ou Bertrand Blier.
Certains personnages dans les tableaux de la Renaissance regardent l'observateur.

## Dans les films
Dans Hitchcock/Truffaut, Alfred Hitchcock explique qu'un regard caméra provoque chez le spectateur la sensation d'être pris en flagrant délit de voyeurisme. Un regard caméra volontaire est donc un élément distanciateur.
- Dans Star Wars, le personnage de Han Solo parle assez souvent pour ne rien dire ce qui peut être considéré comme un effet de distanciation.
- Dans Nous nous sommes tant aimés et Drame de la jalousie, Ettore Scola met en scène des personnages qui s'adressent sciemment au spectateur.

## Dans les séries télévisées
Dans les séries, supprimer le quatrième mur représente soit un moment où le personnage s'adresse au public, soit lorsqu'il énonce un fait hors du cadre de la série et qu'il lui est impossible de savoir. Par exemple s'il parle du public, un personnage brise le quatrième mur.
Exemple classique, un personnage prononce cette phrase : « Les scénaristes auraient dû étoffer mon personnage, je sens que dans quelques épisodes on va me faire mourir pour les besoins du scenario ! »
- La série House of Cards (2013) utilise l'effet de distanciation comme un élément narratif systématique : le personnage principal s'adresse régulièrement au spectateur en aparté[1], créant une relation particulière entre lui et le spectateur.
- Une série télévisée comme Clair de lune fonctionne constamment sur la distanciation. Ainsi, dans un épisode, un personnage demande à un autre : « Qu'est-ce qu'on fait maintenant ? », ce à quoi l'autre répond, « j'en sais rien, j'ai pas eu le temps de lire le scénario » ; dans un autre épisode, nous voyons les techniciens démonter les décors avant le dénouement de l'histoire.
- Un des plus fameux exemples de bris du quatrième mur est la série Malcolm dans laquelle le personnage principal se réfère souvent au public en s'adressant à la caméra.
- Dans le dernier épisode de Suzumiya Haruhi no yuutsu, la petite sœur de Kyon entre dans la chambre du héros pour chercher des ciseaux en entonnant Hare Hare Yukai le générique de fin de la série.
- Dans Hayate le Majordome, le quatrième mur est brisé dans tous les épisodes ; tous les personnages du principal au plus insignifiant sont au courant d'être dans un animé/manga, ils critiquent en permanence les scénaristes (comme le fait de ne pas apparaître depuis 20 épisodes ou d'être malchanceux), pratiquent l’auto-censure, font référence à d'autres œuvres culturels de la japanisation ou d'événements actuels.
- Dans Les Simpson, le créateur de la série, Matt Groening, fait parfois des apparitions, et le personnage d'Homer parle parfois de « série » en parlant de sa vie.
- Dans South Park, certains gags font appel à la distanciation. Dans un épisode, un personnage (Servietsky) est officiellement qualifié de « Personnage le plus nul jamais inventé ». Dans un épisode plus récent, un personnage s'adresse carrément aux téléspectateurs pour leur dire que cette semaine il ne peut pas répondre aux attaques racistes d'un personnage (The China Probrem)
- Dans Pokémon, la Team Rocket fait très souvent référence à eux-mêmes en tant que « héros », et font souvent des remarques sur l'animé comme le souhait d'avoir un meilleur rôle, qu'il est impensable qu'un épisode de Pokémon se déroule sans eux. La bande de Sacha brise aussi à plusieurs reprises le quatrième mur, souvent à la suite d'une remarque de la voix off.
- Dans Buffy contre les vampires, il arrive aussi qu'il y ait des scènes de distanciation, avec des références au « Prochain épisode » notamment de la part du personnage d'Alex.
- Dans Sex and the City, Carrie Bradshow lit ses articles au public, et ils illustrent l'épisode.
- Dans Daria, il est dans un épisode fait référence à « Des gens qui nous regardent ».
- La série H utilise également ce genre de pratiques.
- Dans l'épisode de Charmed où Lady Godiva fait une apparition, Piper dit tout en couvrant la nudité de la cavalière : « C'est une émission familiale ! »

## Dans les bandes dessinées
- La distanciation est aussi utilisée dans les bandes dessinées. Ainsi, dans Gaston Lagaffe, certains gags font référence à « L'auteur de cette bande dessinée ».

## Dans les jeux vidéo
- Dans Secret of Evermore sur Super Nintendo, si le personnage va à Antika et qu'il parle au prophète du marché, celui-ci répond que « Nous sommes dans un jeu vidéo ! Nous sommes tous les personnages d'un jeu vidéo ! »
- Dans Super Smash Bros. Melee, certains personnages provoquent en regardant l'écran. De même, la mort de certains personnages les fait rebondir sur la face avant de l'écran de télévision.
- Dans Animal Crossing, le personnage de Resetti est un très bon exemple de bris du quatrième mur puisque celui-ci rappelle le joueur à l'ordre lorsqu'il appuie sur la touche Reset.
- Dans Donkey Kong Country, Cranky se moque d'autres jeux vidéo ou du jeu lui-même en parlant de « ce jeu ».
- La série des Metal Gear Solid regorge littéralement d'effets distanciateurs. Il serait bien difficile d'en dresser une liste exhaustive mais un exemple extrêmement fort est la rencontre avec Psycho Mantis. Ce dernier lit la carte mémoire de la console et s'adresse au joueur en lui disant « Ah ! tu as joué à tel jeu ! »

- Dans les jeux vidéo, le didacticiel est un instant qui brise obligatoirement le quatrième mur puisqu'il implique que les personnages bougent par le moyen d'une manette.
- Dans Advance Wars DS, le personnage de Kat joue ostensiblement à la nintendo DS (ceci relève plus de la mise en abîme que de la distanciation).

## Autres
- Dans le clip de Thriller de Michael Jackson, le chanteur fait un clin d'œil à la caméra (voir l'analyse du phénomène de distanciation dans ce clip dans le livre du sociologue Yves Gautier, Michael Jackson de l'autre côté du Miroir).
- En Fanfiction, l'introduction et la fin sont parfois des occasions de faire parler les personnages sur le chapitre ou l'œuvre en général de façon comique.